# Sean Hill
Sean Ronald Hill, né le 14 février 1970 à Duluth dans le Minnesota aux États-Unis, est un joueur de hockey professionnel américain qui évolue comme défenseur.

## Repêchage
En 1988 il est choisi au cours du repêchage d'entrée de la Ligue nationale de hockey (LNH) par les Canadiens de Montréal au 8e tour, 167e position.

## Carrière dans la LNH
Il a disputé sa première rencontre dans la LNH en 1991 durant les séries éliminatoires avec Montréal. Après les Olympiques de 1992, où il a défendu les couleurs des États-Unis, il s'est joint à la formation régulière des Canadiens pendant la saison 1992-93, et a remporté avec cette équipe la Coupe Stanley au printemps 1993.

## Statistiques en club
Pour les significations des abréviations, voir Statistiques du hockey sur glace.
| Saison     | Équipe                    | Ligue      |     | Saison régulière | Saison régulière | Saison régulière | Saison régulière | Saison régulière |   | Séries éliminatoires | Séries éliminatoires | Séries éliminatoires | Séries éliminatoires | Séries éliminatoires |
| Saison     | Équipe                    | Ligue      | PJ  | B                | A                | Pts              | Pun              | PJ               | B | A                    | Pts                  | Pun                  |                      |                      |
| 1986-1987  | Chiefs de Lakefied        | ON-Jr.C    | 3   | 1                | 1                | 2                | 14               | -                | - | -                    | -                    | -                    |                      |                      |
| 1987-1988  | Greyhounds de Duluth East | HS Mn.     | 24  | 10               | 17               | 27               | -                | -                | - | -                    | -                    | -                    |                      |                      |
| 1988-1989  | Badgers du Wisconsin      | NCAA       | 45  | 2                | 23               | 25               | 69               | -                | - | -                    | -                    | -                    |                      |                      |
| 1989-1990  | Badgers de Wisconsin      | NCAA       | 42  | 14               | 39               | 53               | 78               | -                | - | -                    | -                    | -                    |                      |                      |
| 1990-1991  | Badgers de Wisconsin      | NCAA       | 37  | 19               | 32               | 51               | 122              | -                | - | -                    | -                    | -                    |                      |                      |
| 1990-1991  | Canadiens de Fredericton  | LAH        | -   | -                | -                | -                | -                | 3                | 0 | 2                    | 2                    | 2                    |                      |                      |
| 1990-1991  | Canadiens de Montréal     | LNH        | -   | -                | -                | -                | -                | 1                | 0 | 0                    | 0                    | 0                    |                      |                      |
| 1991-1992  | Canadiens de Fredericton  | LAH        | 42  | 7                | 20               | 27               | 65               | 7                | 1 | 3                    | 4                    | 6                    |                      |                      |
| 1991-1992  | Canadiens de Montréal     | LNH        | -   | -                | -                | -                | -                | 4                | 1 | 0                    | 1                    | 2                    |                      |                      |
| 1992-1993  | Canadiens de Fredericton  | LAH        | 6   | 1                | 3                | 4                | 10               | -                | - | -                    | -                    | -                    |                      |                      |
| 1992-1993  | Canadiens de Montréal     | LNH        | 31  | 2                | 6                | 8                | 54               | 3                | 0 | 0                    | 0                    | 4                    |                      |                      |
| 1993-1994  | Mighty Ducks d'Anaheim    | LNH        | 68  | 7                | 20               | 27               | 78               | -                | - | -                    | -                    | -                    |                      |                      |
| 1994-1995  | Sénateurs d'Ottawa        | LNH        | 45  | 1                | 14               | 15               | 30               | -                | - | -                    | -                    | -                    |                      |                      |
| 1995-1996  | Sénateurs d'Ottawa        | LNH        | 80  | 7                | 14               | 21               | 94               | -                | - | -                    | -                    | -                    |                      |                      |
| 1996-1997  | Sénateurs d'Ottawa        | LNH        | 5   | 0                | 0                | 0                | 4                | -                | - | -                    | -                    | -                    |                      |                      |
| 1997-1998  | Sénateurs d'Ottawa        | LNH        | 13  | 1                | 1                | 2                | 6                | -                | - | -                    | -                    | -                    |                      |                      |
| 1997-1998  | Hurricanes de la Caroline | LNH        | 42  | 0                | 5                | 5                | 48               | -                | - | -                    | -                    | -                    |                      |                      |
| 1998-1999  | Hurricanes de la Caroline | LNH        | 54  | 0                | 10               | 10               | 48               | -                | - | -                    | -                    | -                    |                      |                      |
| 1999-2000  | Hurricanes de la Caroline | LNH        | 62  | 13               | 31               | 44               | 59               | -                | - | -                    | -                    | -                    |                      |                      |
| 2000-2001  | Blues de Saint-Louis      | LNH        | 48  | 1                | 10               | 11               | 51               | 15               | 0 | 1                    | 1                    | 12                   |                      |                      |
| 2001-2002  | Blues de Saint-Louis      | LNH        | 23  | 0                | 3                | 3                | 28               | -                | - | -                    | -                    | -                    |                      |                      |
| 2001-2002  | Hurricanes de la Caroline | LNH        | 49  | 7                | 23               | 30               | 61               | 23               | 4 | 4                    | 8                    | 20                   |                      |                      |
| 2002-2003  | Hurricanes de la Caroline | LNH        | 82  | 5                | 24               | 29               | 141              | -                | - | -                    | -                    | -                    |                      |                      |
| 2003-2004  | Hurricanes de la Caroline | LNH        | 80  | 13               | 26               | 39               | 84               | -                | - | -                    | -                    | -                    |                      |                      |
| 2005-2006  | Panthers de la Floride    | LNH        | 78  | 2                | 18               | 20               | 80               | -                | - | -                    | -                    | -                    |                      |                      |
| 2006-2007  | Islanders de New York     | LNH        | 81  | 1                | 24               | 25               | 110              | 4                | 0 | 0                    | 0                    | 0                    |                      |                      |
| 2007-2008  | Wild du Minnesota         | LNH        | 35  | 2                | 7                | 9                | 32               | 5                | 0 | 0                    | 0                    | 4                    |                      |                      |
| 2008-2009  | HC Bienne                 | LNA        | 47  | 3                | 17               | 20               | 112              | -                | - | -                    | -                    | -                    |                      |                      |
| Totaux LNH | Totaux LNH                | Totaux LNH | 876 | 62               | 236              | 298              | 1 008            | 55               | 5 | 5                    | 10                   | 42                   |                      |                      |

## Carrière internationale
Il représente les États-Unis au cours des compétitions suivantes :
- Championnat du monde junior de 1990 ;
- Jeux olympiques d'hiver de 1992 ;
- Championnat du monde de 1994.

## Palmarès
- Vainqueur de la Coupe Stanley en 1993 avec les Canadiens de Montréal
- Finaliste de la Coupe Stanley en 2002 avec les Hurricanes de la Caroline (défaite contre les Red Wings de Détroit)

### Suspension
Le 20 avril 2007, Hill, 37 ans, a été suspendu pour 20 matchs sans salaire par la Ligue nationale de hockey, pour utilisation de substances interdites.
La nature de ces substances n'a pas été révélée, la LNH disant être tenue de respecter la confidentialité à ce sujet. Le défenseur a commencé sa suspension le jour même, en éliminatoires, lors du dernier match des Islanders, qui furent éliminés par Buffalo. Sean Hill purgera les 19 parties restantes à sa suspension en début de saison régulière 2007-2008. Le directeur-général des Islanders, Garth Snow, s'est dit en accord avec la décision de la Ligue.